# Greatest hits (Imperiet)
Imperiet - Greatest hits är ett samlingsalbum av Imperiet släppt 1995 av skivbolaget MNW. 

## Låtlista
Samtliga låtar skrivna av Imperiet, om annat inte anges.
1. "C.C. Cowboys" (1995 remix av Glaumann) - 4:01
2. "Jag är en idiot" (1995 remix av Glaumann) - 4:22
3. "Var e vargen" (1995 remix av Glaumann) - 4:32
4. "Surabaya Johnny" (Bertolt Brecht/Pugh Rogefeldt) - 3:47
5. "Party" - 4:17
6. "Du ska va president" - 4:17
7. "Kickar" - 5:06
8. "Alltid rött, alltid rätt" - 3:17
9. "Kriget med mig själv" - 4:29
10. "Österns röda ros" - 4:36
11. "19hundra80sju" - 3:11
12. "Guld och döda skogar" - 3:40
13. "Det glittrar" - 4:04
14. "Fred" (Mikael Wiehe) - 6:30
15. "Café Cosmopolite" - 4:14
16. "Märk hur vår skugga" (Carl Michael Bellman) - 3:59
17. "Rock 'n' roll e död" - 3:35

## Listplaceringar
| Lista (1995-1996) | Topplacering |
| ----------------- | ------------ |
| Sverige           | 29           |